# 变形金刚5：最后的骑士
《变形金刚5：最后的骑士》（英語：Transformers: The Last Knight）是一部於2017年上映的美國科幻動作電影，根據孩之寶旗下玩具《變形金剛》改編。該片為2014年電影《變形金剛4：絕跡重生》的續集和「變形金剛系列電影」的第五部真人作品，並由麥可·貝執導，馬克·華伯格、彼得·庫倫、伊莎貝拉·莫娜、安東尼·霍普金斯、喬許·杜哈莫、蘿拉·哈德克和傑洛·卡麥克等人主演。貝和華伯格皆表示，該片將會是他們的最後一部變形金剛電影。
該片於2017年6月18日在倫敦的萊斯特廣場奧迪安電影院首映，並由派拉蒙影業於6月21日以2D、3D和IMAX 3D版本在美國發行。該片遭到多數影評人的批評，爛番茄評價僅15%，為系列電影中新低。以大黃蜂為主角的衍生電影《大黃蜂》於2018年發行。

## 劇情
本作時間點接續在前作之後，敘述人類跟變形金剛發生衝突的故事，曾是戰友的柯柏文卻失去蹤影！拯救人類未來的關鍵，竟埋藏在遠古的歷史遺物中，而保衛地球的重任，亦落在全新的正義聯盟身上，包括發明家伊奇德、英國爵士艾德蒙、牛津女教授溫布麗，以及大黃蜂等一班博派猛將！烽煙四起戰況分秒逆轉，被獵殺者成為了英雄，英雄卻反變成了惡魔……異星交鋒勢成水火，不是他們死，就是地球亡！

## 角色

### 人類
| 演員                               | 角色                               | TVB粵語配音 | 人物介紹 |
| 馬克·華伯格 Mark Wahlberg          | 凱德·伊格 Cade Yeager              | 李錦綸      | 單親爸爸，負債的發明家，在《變形金剛4：絕跡重生》中意外捲入變形金剛們的戰爭後被通緝並與柯博文成為夥伴。                                             |
| 喬許·杜哈莫 Josh Duhamel           | 威廉·藍尼 William Lennox           | 蘇強文      | 美國陸軍，在發生於《絕跡重生》前的事件與博派們合作過，現任美軍上校，不情願的被上級指示加入了T.R.F。知道墓風部隊所做的壞事，對於博派們心裡滿是愧疚。 |
| 安東尼·霍普金斯 Anthony Hopkins    | 艾德蒙·伯頓 Edmund Burton          | 陳永信      | 天文學家及歷史學家，瞭解變形金剛在地球上的歷史。在小時候也是二戰時期時就認識大黃蜂。                                                                |
| 史丹利·圖奇 Stanley Tucci          | 梅林 Merlin Ambrosius              | 潘文柏      | 亞瑟王的巫師，傳奇魔法師。 |
| 蘿拉·哈德克 Laura Jane Haddock     | 薇薇安·温布丽 Viviane Wembly       | 劉惠雲      | 巫師梅林的後代，牛津大學英語系教授。 |
| 伊莎貝拉·莫娜 Isabela Moner        | 伊莎貝拉 Izabela                   | 羅孔柔      | 在芝加哥大戰中失去雙親，唯一的朋友是一個小型變形金剛吱吱，直到遇見凱德為止。                                                                        |
| 約翰·特托羅 John Michael Turturro  | 西蒙·西門斯 Seymour Reggie Simmons | 翟耀輝      | 曾任職於第7區和N.E.S.T的前政府特工，後來轉而成為一名成功的作家，曾在發生於《絕跡重生》前的事件與博派們合作過。                                      |
| 聖地牙哥·卡布瑞拉 Santiago Cabrera | 桑托斯 Santos                      | 陳欣        | 由墓風部隊殘餘成員組成的T.R.F.組織的指揮官，目的是不分派別的消滅地球上所有變形金剛。                                                                |
| 傑洛・卡麥克 Jerrod Carmichael     | 吉米 Jimmy                         |             | 到凱德的廢車場應徵的年輕人。 |

### 博派 Autobots
| 配音                         | TVB粵語配音 | 角色                 | 介紹 | 身高   |
| 彼得·庫倫 Peter Cullen       | 招世亮      | 柯博文 Optimus Prime | 博派的領導者，載具型態為藍紅相間的2014年款西部之星5700定製卡車，且貼上了火焰貼紙，並開始尋找有關造物主的真相。但遭到造物主控制而成為天罰邪尊（復仇至尊）並回到地球與大黃蜂展開激戰。與麥加登一樣被造物主在臉上留下紅疤，成為造物主的傀儡。與第四部不同，稱呼造物主為maker（製造者），並不是上集中和地獄獵人一樣稱之為creators（創造者） | 28英尺 |
| 艾瑞克·阿達赫                | 梁偉德      | 大黃蜂 Bumblebee     | 年輕的博派成員，曾參與二戰，載具型態為黃黑相間的2016年款雪佛蘭概念跑車，本集中擁有自我修復能力。 | 18英尺 |
| 約翰·古德曼 John Goodman     | 陳卓智      | 獵犬 Hound           | 博派醫官，全身槍炮彈藥武器的博派金剛，載具型態為橄欖綠的烏尼莫克彈藥車。 | 24英尺 |
| 渡邊謙 Ken Watanabe          | 劉奕希      | 甩尾 Drift           | 武士造型的變形金剛，前狂派成員，載具型態從布加迪威龍轉為黑紅相間的2018年款梅賽德斯-AMG GT。 | 16英尺 |
| 約翰·迪·馬吉歐 John DiMaggio | 關令翹      | 準星 Crosshairs      | 身兼博派的傘兵及狙擊手，載具型態為綠黑相間的2016年款雪佛蘭科爾維特C7，且配備了定製的擾流板。 | 18英尺 |
| 歐馬·希 Omar sy              | 張錦江      | 羅德 Hot Rod         | 在將載具型態改變為2017年款藍寶堅尼Centenario LP770-4前，羅德的外觀是一台雪鐵龍DS。他是大黃蜂的兄弟，並有著濃厚的法國口音[14][15][16]。曾參與二戰。本集中擁有時間停止能力。 |        |
| 吉姆·卡特 Jim Carter         | 蕭徽勇      | 克格曼 Cogman        | 禮但反社會，有人性，擁有一個更大的機器人身體，載具型態為銀色的雅士頓馬田DB11，是艾德蒙·柏頓爵士的忠實管家。 |        |
| 史蒂夫·布希密 Steve Buscemi  | 潘文柏      | 當沖客 Daytrader     | 博派難民，載具型態為梅賽德斯-賓士短發動罩卡車，平日到處回收廢五金。 |        |
| 雷諾·威爾森 Reno Wilson      | -           | 吱吱 Sqweeks         | 小型的博派變形金剛，伊莎貝拉的摯友，載具型態為綠寶石色的偉士牌摩托車，且因為機體的部分受損而只會說「吉娃娃」。 |        |
| 湯姆·肯尼 Tom Kenny          | 李安邦      | 甩輪 Wheelie         | 小型的變形金剛，原本第二集隸屬狂派，後加入博派。於第三集芝加哥一戰中殘喘生存，載具型態為遙控車，後來成為凱德、伊莎貝拉的夥伴。 |        |
| 法蘭克·維爾克 Frank Welker   | 麥皓豐      | 天篷 Canopy          | 電影原創角色，伊莎貝拉的金剛夥伴。躲藏在廢墟之中，後來被獵捕變形金剛的原型機重創。外型是第二集工程金剛「爆走(Longhaul)」的重塗。 |        |
| Steven Barr                  | 雷霆        | 上旋 Topspin         | 雷霆拯救隊(Wrecker)的一員，於第四集事件之後被證實生還。與西蒙一起居住在古巴，在本作中被稱為"Volleybot"，並長出了金屬鬍鬚，看起來類似Leadfoot，型態為 #48 Hendrick Motorsports Lowe's/Kobalt car。 |        |
| 馬克·萊恩 (演員) Mark Ryan   | 黃子敬      | 猛犬 Bulldog         | 守護艾德蒙城堡的老博派變形金剛，載具型態為一台1917年款的Mark I 坦克，患有「機器人失智症」。 |        |
| 馬克·萊恩 (演員) Mark Ryan   | －          | Lieutenant中尉       | 年老的博派，型態為颶風戰鬥機，伯頓爵士城堡的守護者。 |        |
| －                           | －          | 戰嚎 Trench          | 廢鐵廠中出現的博派難民，變形為卡特彼勒挖土機，其名字由卡特彼勒公司內部票選而出。 廢車場遭到狂派襲擊後就不知去向。 |        |
| －                           | －          | 鐵皮 Ironhide        | 已於第三部中戰死，頭部出現在廢鐵廠，本作中以宣傳為目的將畫像裝飾在Dulwich Picture Gallery裡。 |        |
| －                           | －          | 摇摆 Jolt            | 在變形金剛3事件發生前的漫畫中被震盪波殺害(由於漫畫已死的角色在電影活著緣故，被列為無關連故事)。NEST解散前的成員，掃描藍色Chevrolet Volt混合動力跑車，頭部出現在廢鐵廠確認死亡。 |        |

#### 恐龍金剛
- 鋼鎖，恐龍金剛的首領，恐龍型態是一隻有角且會噴火的暴龍[23]。

- 鐵塊，鋼鎖的副手，恐龍型態為一隻全身長滿尖角且會噴火的三角龍[24]。

- 迷你恐龍金剛，嬰兒版本的鋼鎖、鐵塊與掃射[25]。

#### 狂派 Decepticons
| 配音                                 | TVB粵語配音 | 角色                | 介紹 | 身高 |
| 法蘭克·維爾克 Frank Welker           | 葉振聲      | 密卡登 Megatron     | 狂派的領導者，在《絕跡重生》時的載具型態為一輛概念卡車，本次外貌變得類似中世紀騎士，武器為坎達長劍與融合砲，而現今的載具型態則改為銀色的賽博坦噴射機。                       |      |
| 傑斯·哈梅爾 Jess Harnell             | 朱子聰      | 判官 Barricade      | 狂派偵察兵，在芝加哥大戰倖存下來，本集載具形態一樣是一台2016年款的福特野馬警車，但造型上有着相當大的變動，相較前三部更接近人體骨架，右手裝設有電擊器，左手則有六管機關砲。。 |      |
| －                                   | 林國雄      | 襲擊 Onslaught      | 密卡登的軍師，手上有巨大的爪子，被甩尾砍頭，載具型態為一台綠色西部之星4900SF拖吊車。                                                                                         |      |
| －                                   | －          | 駭客 Dreadbot       | 狂派暴徒，被鋼鎖咬死，載具型態為生鏽的福斯2型廂型車。 |      |
| 雷諾·威爾森 Reno Wilson              | 胡家豪      | 莫霍克 Mohawk       | 狂派士兵，大黃蜂一槍把他打死，載具型態為一台Conferate摩托車。 |      |
| 約翰·迪·馬吉歐 John William DiMaggio | 鄧志堅      | 氮氣宙斯 Nitro Zeus | 狂派獵人，外型接近震盪波，同樣也是單眼的賽博坦人，被大黃蜂打爆頭，載具型態為一架JAS 39獅鷲戰鬥機。                                                                           |      |
| －                                   | 翟耀輝      | 狂戰士 Berserker    | 狂派突擊隊成員，載具型態為雪佛蘭薩博班緊急車輛。 |      |
| －                                   | －          | 煉獄霸 Infernocus   | 由六隻煉獄金剛(Infernocons)合體而成的型態。 |      |

#### 護衛鐵騎 Guardian Knights
- 暴風火龍，由12位騎士金剛合體變形成的巨大機械三頭龍[34][35][36]。

### 其他角色
- 陳靜 聲演 昆特沙，賽博坦的造物主[37]。劇末中顯示其擁有人類化變形能力。
- 尤尼克隆，賽博坦星最古老的敵人，劇中多次提到地球就是尤尼克隆。

## 製作

### 發展

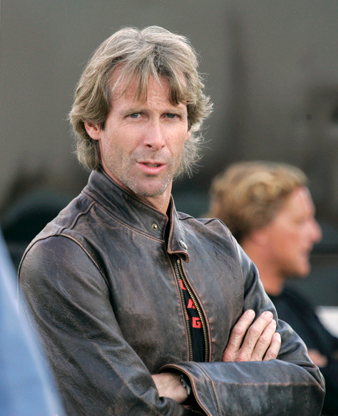
麥可·貝宣布，《變形金剛5：最終騎士》將會是他的最後一部變形金剛電影。

2015年3月，Deadline.com報導，派拉蒙影業正在與奧斯卡得主阿齊瓦·高斯曼進行談判，打算聘請他來為未來的變形金剛電影提供新的故事。派拉蒙影業打算擁有變形金剛的獨立電影宇宙，就像漫威/迪士尼的漫威電影宇宙及DC漫畫/華納兄弟的DC擴展宇宙。高斯曼將擔任未來變形金剛電影的負責人，並將與執行製片人史蒂芬·史匹柏、製片人洛倫佐·迪·波納文圖拉與前幾部變形金剛電影的導演麥可·貝合作，組織一個「編劇室」，為潛在的變形金剛續集、前傳或分拆電影構思新想法。編劇室的成員包含克里斯蒂娜·哈德森、琳賽·貝爾、安德魯·鮑爾、蓋布羅·法拉利（《蟻人》）、勞勃·柯克曼（《行屍》）、阿特·馬庫姆、馬特·霍洛威、塞克·潘（《環太平洋2：起義時刻》）、傑夫·平克（《蜘蛛人驚奇再起2：電光之戰》）、肯·諾蘭及吉妮瓦·羅伯森-多瑞等人。柯克曼在加入一天後便退出編劇室去動喉嚨手術。2015年7月，派拉蒙影業宣布，阿齊瓦·高斯曼與傑夫·平克將擔任該片的編劇。然而在11月20日，高斯曼因他的其他合約——為特種部隊及Micronauts組織改編電影的編劇室——與該編劇工作起了衝突而退出，於是派拉蒙影業轉而與艾特·馬柯姆與麥特·霍洛威（《鋼鐵人》）談判，打算聘請他們來撰寫電影的劇本。琳賽·貝爾與吉妮瓦·羅伯森-多瑞同時也升格成為該片的編劇。
繼《變形金剛4：絕跡重生》之後，麥可·貝決定不再執導任何未來的變形金剛電影。但在2016年1月初接受《滾石》雜誌的採訪時表示，他仍會回歸執導第五部變形金剛電影，而該片將會是他的最後一部變形金剛電影。派拉蒙影業撥出8,000萬美元的預算投入位在密西根州的製片作業，根據國家立法機關在2015年7月取消電影獎勵計劃前簽訂的協議，片商可拿回2,100萬美元的稅收鼓勵。2016年4月，派拉蒙影業聘請強納森·塞拉來擔任該片的攝影師。5月17日，貝用他的Instagram帳號公開了官方片名《The Last Knight》，以及一部在製片過程拍攝的影片，秀出了柯博文的臉部——他的眼睛是紫色而非藍色，且他臉部的顏色變得陰沉。官方Twitter帳戶展示了一支長19秒的摩斯電碼短片，翻譯後為「我在5月31日為你而來」。5月31日，據透露，密卡登將重返該片。

### 選角
2014年12月，馬克·華伯格證實了他將回歸出演續集的消息。2016年2月，派拉蒙影業在洛杉磯及倫敦舉行了電話選角，彼得·庫倫回歸為柯博文配音。《變形金剛5：最終騎士》將僱用850名演員和劇組成員，其中450人將會是密西根州的居民。另外還有700名演員將從來自底特律的居民中挑選，以符合稅收鼓勵的標準。4月13日，《TheWrap》報導，伊莎貝拉·莫娜正在進行談判，談判的角色為伊莎貝拉。該網站還報導，貝正持續關注著尚·杜賈爾登、史蒂芬·默錢特與傑洛·卡麥克等人，希望他們能來飾演該片中的配角。5月17日，證實喬許·杜哈莫將再次詮釋他在前幾部變形金剛電影中飾演的角色，而傑洛·卡麥克則加盟了劇組。6月，安東尼·霍普金斯、米徹·佩勒吉、聖地牙哥·卡布瑞拉與蘿拉·哈德克加入演員的行列；泰瑞斯·吉布森證實他將回歸詮釋勞勃·艾普斯。8月，連恩·蓋瑞根證實他將飾演亞瑟王的消息；值得一提的是，他也曾在電視劇《童話小鎮》中詮釋過亞瑟王。9月4日，史丹利·圖奇宣布自己將回歸出演該片。10月14日，貝宣布，約翰·特托羅將再次飾演他在前三部變形金剛電影中詮釋的角色西蒙·西門斯，而約翰·古德曼則將回歸為探長配音。在電影上映的一個月前，貝透露，片中的角色克格曼將由《唐頓莊園》的演員吉姆·卡特配音，克格曼的出現源自於編劇麥特·霍洛威的一個要求，同時霍洛威也是系列電影的粉絲。6月9日，雷諾·威爾森透過Twitter證實，他將在該片中飾演一名角色。

### 拍攝與特效

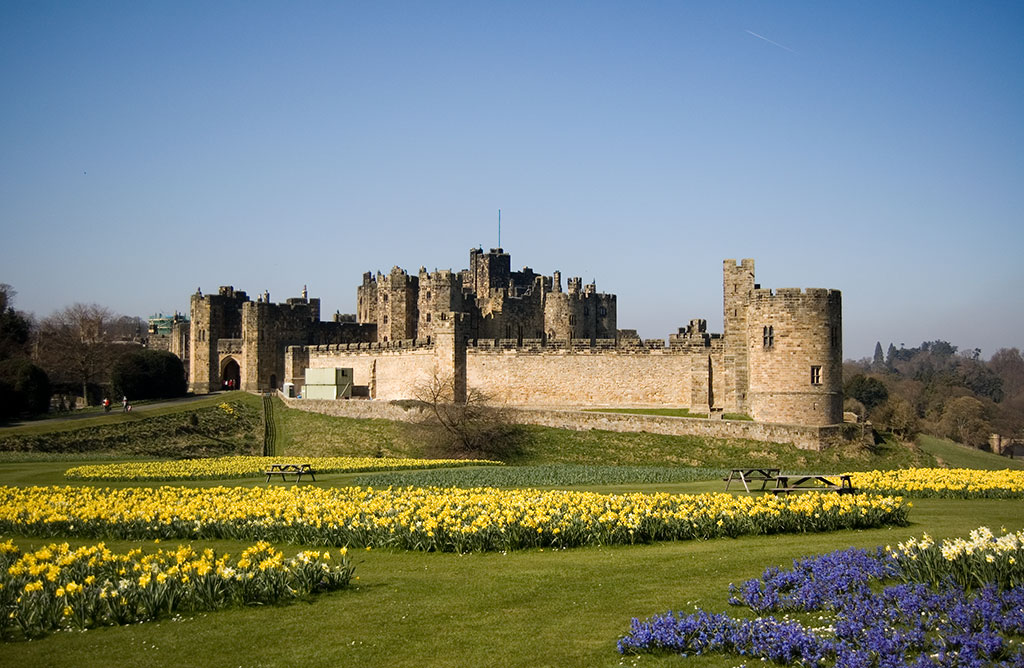
電影的取景地點之一——諾森伯蘭郡的阿尼克城堡。

主體拍攝始於2016年5月25日，地點位在古巴的哈瓦那。这是继《速度与激情8》之后，第二部在古巴拍摄的美国电影。6月6日，劇組在亞利桑那州的鳳凰城進行拍攝作業，並於6月19日移至密西根州的底特律取景，暫定名稱為「E75」。該片也有部分場景在伊利諾州的芝加哥拍攝。在底特律，攝影作業於摩頓電影工作室、帕卡德汽車廠、密西根中央車站及米高梅大酒店等地進行。8月21日，劇組搬至歐洲取景，並在8月22日時在蘇格蘭與威爾斯拍攝。在英國的拍攝地點包含北約克郡、泰恩河畔新堡、諾森伯蘭郡、倫敦及巨石陣等地。8月至10月間，劇組在愛爾蘭、布道台、巨人之舌、大西洋海濱公路及挪威取景。
9月初，拍攝在諾森伯蘭郡的阿尼克城堡進行，而拍攝的場景包含飛車追逐的橋段。此外，劇組還在聖艾丹教堂取景，馬克·華伯格在那裡待了一個小時，據傳還捐贈了200英鎊。當地的神父德斯·麥金文表示，「我甚至不知道他在教堂裡，直到他起身離開。我的一個教友丹妮莉·勒芙認出了他，並解釋他是誰。他是個偉大的人，我們接受了他的奉獻，並由衷感謝他對我們教會的慷慨捐獻」。飛車追逐場景也在紐卡斯爾紀念碑取景。當喬許·杜哈莫在紐卡斯爾紀念碑進行拍攝作業時，馬克·華伯格和安東尼·霍普金斯仍繼續待在諾森伯蘭郡的阿尼克城堡及同樣在諾森伯蘭郡的班堡。9月下旬，劇組被目擊到在罕布夏郡戈斯波特的皇家海軍潛艇博物館拍攝。10月5日，劇組在聖巴多羅買大教堂取景時被民眾目擊。倫敦部分的拍攝作業於10月27日結束。《變形金剛5：最終騎士》於12月4日殺青。與前幾部變形金剛電影一樣，大多數的視覺效果皆由工業光魔負責製作。2016年初，該公司向貝展示了一架渲染後的外星飛船及一台全新的自卸車。

## 音樂
电影配乐由史蒂夫·贾布隆斯基负责，这是他第五次为《变形金刚》系列电影制作配乐。他尚未對外公布原聲帶的發行日期。此外，中国大陆版的片尾曲将是由中国大陆歌手张杰与美国摇滚乐队X Ambassadors合作演唱的《Torches》。

## 發行
電影定於2017年6月23日在美國廣泛上映，而其原定的發行日期則是6月23日。2016年12月6日，官方在網上釋出首支電影預告。

### 營銷
2016年12月5日星期五，首支預告片隨著娛樂與體育節目電視網（ESPN）的《週一晚間橄欖球賽》播出，並在不久後便放到網路上。該預告片在24小時內便擁有了9,360萬次的觀看紀錄，成為2016年觀看次數第3高的預告片，僅次於《美女與野獸》（1.276億次）及《格雷的五十道陰影：束縛》（1.14億次），但超越了漫威工作室的《星際異攻隊2》（8,100萬次）。在中國，該預告片在是微博上成了十分熱門的話題，在釋出的首天便有1,600萬次的瀏覽人次。製作電視廣告的作業於2017年2月3日開始。加長版預告於2017年2月5日在第五十一屆超級盃播出。3月11日，一支新的電視廣告隨著尼可國際兒童頻道的2017年兒童票選獎播出。3月16日，派拉蒙影業推出了一支新的預告，而第3支預告則在4月13日發布。

## 迴響

### 評價
爛蕃茄上收集的256篇專業影評文章中，有40篇給出了「新鮮」的正面評價，「新鮮度」為16%，平均得分3.5分（滿分10分），該網站對電影的共識性評價寫道「吵鬧、膚淺的劇情且擁有最先進的特效，《變形金剛5：最終騎士》完全符合你對第五部變形金剛電影的預測」，而基於另一影評網站Metacritic上的47篇評論文章，其中2篇予以好評，26篇差評，19篇褒貶不一，平均分為27（滿分100），綜合結果為「普遍不佳的評價」。據CinemaScore所進行的調查，觀眾的平均評價於A+至F間落於「B+」，與《變形金剛：復仇之戰》並列系列中的最低得分。
《滾石》雜誌的彼得·崔維斯給予該片0顆星的評價，並表示「每當麥可·貝執導另一部令人憎惡的變形金剛電影（這是第5部）時，電影便越來越瀕臨死亡邊緣。這使得其他暑期大片看起來就如同傑作一般」。

### 票房
截至2017年7月18日，《變形金剛5：最終騎士》製片預算則是2.17億美元。

#### 北美
在北美，《變形金剛5：最終騎士》預計能在前5天從3,900家劇院中進帳7,000萬至7,500萬美元的票房，創下系列電影中的新低。然而，在該片於第一天（包括星期二晚間的550萬美元）獲得了1,570萬美元的票房後，首週末票房的估計值降至6,000萬至6,500萬美元。此外，該片的首映日票房是系列電影中的新低，較前四部電影《變形金剛》（2007年，2,790萬美元）、《變形金剛：復仇之戰》（2009年，6,200萬美元）、《變形金剛3》（2011年，3,770萬美元）及《變形金剛4：絕跡重生》（2014年，4,190萬美元）遜色許多。據調查結果，在星期三時前來觀看《變形金剛5：最終騎士》的觀眾中，男性佔57%，女性則佔其他的43%。同時，調查結果還顯示，有22%的觀眾是為了馬克·華伯格而來，而另有53%的觀眾則因該片是變形金剛電影而進劇院。最終，電影在前5天的票房總計為6,910萬美元，成為該系列最低的成績。

#### 北美以外
除了北美以外，電影還在中國、英國、俄羅斯、澳大利亞、德國、意大利、韓國及香港等42個國外市場上映，預計能在首週進帳1.67億至2億美元的票房。由於前幾部變形金剛電影在中國的表現十分亮眼，故外界對《變形金剛5：最終騎士》在中國的表現有很大的期望。預測家認為，該片有望在首週於中國收獲8,000萬至1億美元的票房，而最終在該國下檔前的總票房有望上看2.9億至4億美元。該片的的全球首週末票房為2.653億美元（海外佔了1.962億美元），其中包含來自中國的1.334億美元，而這就佔了海外票房的63%。《變形金剛5：最終騎士》在中國上映兩週後共進帳了1.476億美元的票房，該週成績較首週下跌了76%。电影最终在中国大陆获得了15.5亿人民币的总票房，低于各方预期。
台灣方面，該片的分級為輔12級，意味著12歲以下觀眾不得觀賞；但由於前幾部變形金剛電影皆為保護級，導致預先訂好票的父母因小孩無法觀賞而退票，總計全台退票破百萬張；首週五天票房為新台幣1.16億元；最終全台票房為新台幣2.17億元。
| 上一届： 《赛车总动员3：极速挑战》 | 2017年美國週末票房冠軍 第25週        | 下一届： 《神偷奶爸3》 |
| 上一届： 《新木乃伊》              | 2017年台北週末票房冠軍 第25週        | 下一届： 《神偷奶爸3》 |
| 上一届： 《新木乃伊》              | 2017年香港一週票房冠軍 第25週        | 下一届： 《神偷奶爸3》 |
| 上一届： 《新木乃伊》              | 2017年中国內地一周票房冠军 第26-27週 | 下一届： 《神偷奶爸3》 |

## 爭議

### 納粹場景

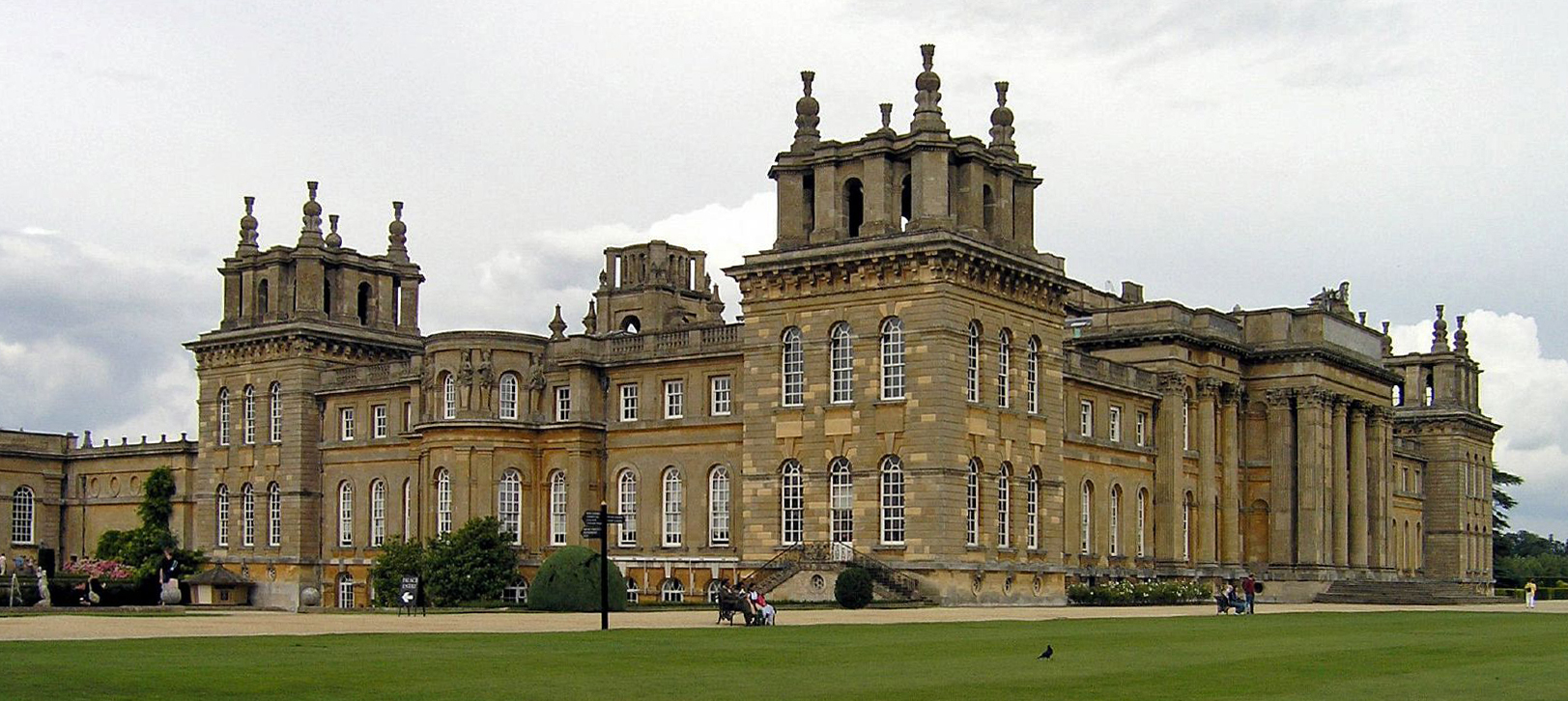
英國前首相溫斯頓·邱吉爾爵士的出生地——布倫海姆宮被布置成片中的納粹總部。

2016年9月21日，該片的特殊場景在英國前首相溫斯頓·邱吉爾爵士第二次世界大戰時的家——位在英格蘭伍德斯托克的布倫海姆宮進行拍攝。然而，這座豪宅最終被布置成阿道夫·希特勒所在的納粹總部。理查·坎普上校稱，這引起了各界對「不尊重邱吉爾」的憤怒及批評，並表示邱吉爾「會死不瞑目」，而英國退伍軍人協會的東尼·海斯則表示，在二次世界大戰中倖存下來的軍人和婦女將對此感到「無比震驚」。《太陽報》陸續公布了多張照片，引來退伍軍人對製片人進一步的抨擊，指責製片人將具歷史意義的宮殿變成了希特勒的納粹總部。除了納粹黨旗外，《太陽報》進一步指出，片中還包含了納粹軍裝和德軍坦克。邱吉爾葬在離布倫海姆宮不到一英里遠的聖馬丁教堂。

## 续集
大黃蜂的番外篇電影《大黃蜂》和《變形金剛6》分別計劃於2018年6月8日和2019年6月28日在美國上映。2018年2月，官方宣布，《變形金剛6》已從檔期表上撤下，並在《大黃蜂》上映後重啟該系列。2022年2月，派拉蒙影業於維亞康姆CBS集團投資者大會上公告《變形金剛：萬獸崛起》將於2023年問世，也會是全新三部曲電影的首部曲。

## 備註
1. ↑  依照電影上映順序。

## 外部連結
- 互联网电影数据库（IMDb）上《变形金刚5：最后的骑士》的资料（英文）
- AllMovie上《变形金刚5：最后的骑士》的资料（英文）
- Metacritic上《变形金刚5：最后的骑士》的資料（英文）
- 爛番茄上《变形金刚5：最后的骑士》的資料（英文）
- Box Office Mojo上《变形金刚5：最后的骑士》的資料（英文）
- Yahoo奇摩電影上《变形金刚5：最后的骑士》的資料（繁體中文）
- 雅虎香港電影上《變形金剛：終極戰士 （页面存档备份，存于）》的資料（繁體中文）
- 開眼電影網上《变形金刚5：最后的骑士》的資料（繁體中文）
- 时光网上《变形金刚5：最后的骑士》的資料（简体中文）
- 豆瓣电影上《变形金刚5：最后的骑士》的資料 （简体中文）